# ورلد أون فاير
ورلد أون فاير  كتاب نشرته عام 2003 الكاتبة الأمريكية إيمي تشوا. وهو دراسة علمية للانقسامات العرقية والاجتماعية في النظم الاقتصادية والسياسية لمختلف المجتمعات. يناقش الكتاب نزوع الأقلية المسيطرة على السوق إلى فرض الهيمنة الاقتصادية على المجموعات العرقية الأخرى في البلاد.